# 5,6 × 39 мм
5,6×39 мм (в англоязычных странах известен также как .220 Russian) — винтовочный охотничий патрон советского происхождения.

## История
Патрон был сконструирован в 1955 году конструктором М. Н. Блюмом для охоты на мелкую и среднюю дичь. За основу была взята гильза от промежуточного патрона 7,62×39 мм (патрон к АК), дульце которой было обжато под пулю меньшего диаметра. Создание данного патрона было вызвано стремлением получить дешёвый боеприпас, пригодный для промысловой охоты на мелкого зверя (пушного зверя, тюленей) и птицу на дистанциях свыше 100 м. Патроны кольцевого воспламенения для этой цели не годились, поскольку их мощность позволяла стрелять лишь самую мелкую дичь на сравнительно близком расстоянии, а мощность патронов калибра 7,62 мм была чрезмерной, к тому же эти патроны были слишком дороги.
В начале 1960-х гг. на основе охотничьего патрона была разработана гильза для первоначальной версии нового патрона номинальным калибром 5,45 мм (настоящий калибр пули — 5,62 мм), но в процессе испытаний в Одесском военном округе выяснилось, что слишком большой диаметр гильзы неудобен для автоматического оружия, и патрон был перепроектирован под новый лаковый порох Сф033фл и меньшую гильзу диаметром 10,0 мм.
В середине 1970-х годов в США на основе этого патрона были созданы два боеприпаса для охоты и целевой стрельбы — .22 РРС и 6 мм РРС. За основу взята та же гильза от патрона 7,62×39 мм, но эти патроны имеют калибр 5,56 мм (0,224 дюйма) и 6 мм, соответственно. Он также выпускается в Финляндии фирмами SAKO и Lapua.

## Особенности и применение
5,6×39 мм — боеприпас с очень высокой начальной скоростью пули, до 1200 м/с. Это происходит благодаря сочетанию сравнительно большого порохового заряда с лёгкой малокалиберной пулей. При этом отдача при стрельбе им весьма слабая.
В России он выпускается в настоящее время Тульским патронным заводом, Тульским оружейным заводом и ижевским заводом «Ижмаш». Российские производители выпускают только два варианта этого патрона — с оболочечной пулей массой 2,8 г и начальной скоростью 1200 м/с и с полуоболочечной пулей массой 3,5 г и начальной скоростью 1000 м/с. Первый вариант, как считали разработчики, подходил для отстрела пушного зверя, так как высокоскоростная пуля обеспечивала очень настильную траекторию и не портила шкуру животного. Второй вариант рассчитывался для охоты на средних зверей (волк, косуля). Выпускается также спортивный вариант этого патрона, который плохо годится для стрельбы из охотничьего оружия из-за повышенного давления в стволе.

## Недостатки и уменьшение популярности

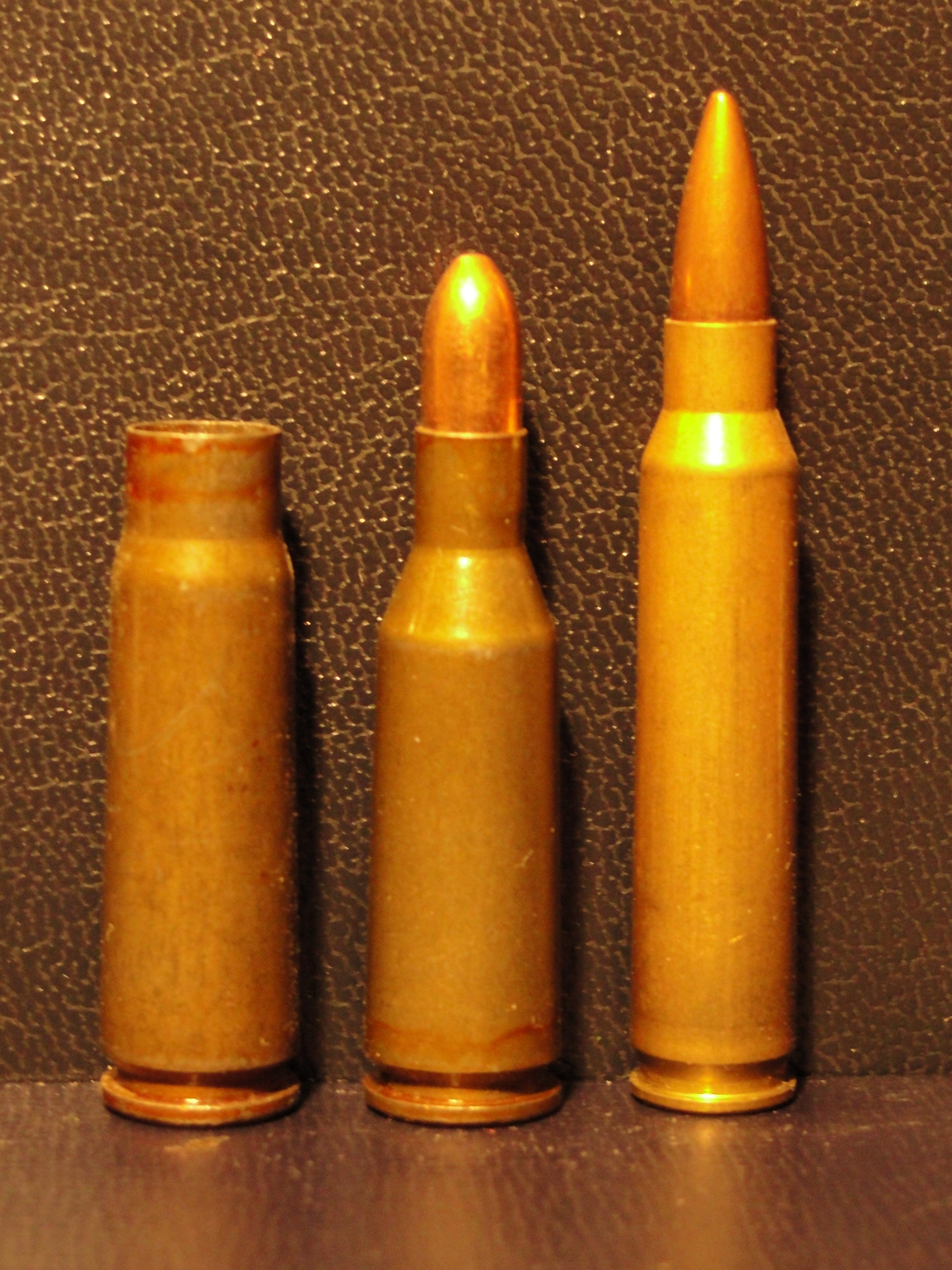
Патрон 5,6×39 мм — в середине; слева гильза от патрона 7,62×39 мм (взятая за основу при разработке патрона 5,6×39 мм), справа патрон .223 Remington

Патрон 5,6×39 мм достаточно широко применялся в 1960-80-е годы охотниками-промысловиками (и, в меньшей степени, любителями), но с начала 1990-х годов его популярность в странах бывшего СССР начала быстро сужаться. Он стал испытывать сильную конкуренцию со стороны других боеприпасов такого же калибра зарубежного образца. Это, прежде всего, американский патрон .223 Remington, по сравнению с которым пуля патрона 5,6×39 мм быстрее теряет скорость на средних и больших дистанциях (энергия пули у 5,6×39 мм на дистанциях больше 300 м вдвое меньше, чем у .223 Remington).
Кроме того, направленность применения этого патрона весьма узкая по причине отсутствия разнообразных вариантов его фабричного снаряжения. Российские производители выпускают только два типа патрона, оба с чрезмерно высокой скоростью пули. Предположения разработчиков о том, что пули не портят шкуру пушного зверя, не подтвердились — так, если отстреливать ими лисицу на небольших расстояниях (ближе 150 м), то она будет разорвана настолько, что вряд ли можно будет получить качественную шкурку. С другой стороны, высокая мощность патрона делает его пригодным для стрельбы средней дичи (волков, сайгаков). Некоторые охотники считают его пригодным даже для стрельбы таких крупных копытных, как лось, но такая стрельба может иметь эффект только при очень точном попадании в убойные места с небольшой дистанции. Большинство авторов сходится во мнении, что 5,6×39 мм нельзя рекомендовать для таких охот, равно как и для стрельбы по небольшим птицам (тушка которых будет сильно разорвана из-за фугасного действия высокоскоростных пуль). В целом, мощность этого патрона для мелкой дичи чрезмерна, а для крупной недостаточна..
Преимуществом патрона остаётся невысокая цена по сравнению с зарубежными аналогами, что относится также и к оружию под него. После выпуска .223Rem на Барнаульском заводе, его стоимость стала в среднем в 2 раза ниже, чем у патрона 5.6х39.

## Оружие под патрон 5,6х39 мм
В СССР под этот патрон выпускались магазинные карабины серии «Барс»; самозарядные карабины МЦ-127 и МЦ-128; винтовка ТОЗ-23; двуствольные комбинированные ружья ИЖ-15, МЦ-5-35 и МЦ-105-01; произвольные винтовки МБО-1 и МБО-2.
В Российской Федерации производились комбинированные ружья ИЖ-94 «Север», МЦ-105-01 и карабин «Сайга-5,6».

## Дополнительная информация
- по меньшей мере до сентября 2002 года охотничье оружие под патрон 5,6х39 мм было разрешено к использованию в качестве служебного оружия для отдельных категорий сотрудников Министерства сельского хозяйства РФ[10]